# Ministerio de Administración Interna de Portugal
El Ministerio de Administración Interna (MAI, en portugués: Ministério da Administração Interna) es un departamento del Gobierno de Portugal responsable de la ejecución de las políticas de seguridad pública, protección y socorro, inmigración y asilo, prevención y seguridad vial y de los asuntos electorales . Creado en 1736 como Secretaría de Estado dos Negócios Interiores do Reino, es el ministerio portugués más antiguo que ha permanecido de manera continua. En el siglo XIX pasó a denominarse Ministério do Reino y tras el establecimiento de la república en 1910, su nombre oficial pasó a ser Ministério do Interior, nombre que mantuvo hasta 1974. Desde 2024 su titular es Margarida Blasco.

## Historia
El Ministério do Reino era un departamento del gobierno portugués responsable de la conducción de las políticas de administración territorial, instrucción pública (hoy educación) y seguridad interior, incluyendo asuntos policíales o la Intendencia General de la Policía de la Corte y del Reino . Primero dio origen al Ministerio del Interior y luego al actual Ministerio de Administración Interna.
El Ministério do Reino tiene su origen en la Secretaría de Estado dos Negócios Interiores do Reino, creada por decreto (alvará) de 28 de julio de 1736, tras la reorganización de los órganos de la administración central del Estado portugués.
Con la proclamación de la República Portuguesa, en 1910, el Ministerio del Reino se transformó en Ministerio del Interior, denominación que mantuvo hasta la publicación del Decreto-Ley n.º. º 203/74, de 15 de mayo, que a raíz de la Revolución del 25 de abril de 1974 creó el actual Ministerio de Administración Interna.
Miguel Macedo fue ministro del ramo entre 2011 y 2014, en el gobierno de Pedro Passos Coelho.

## Órganos tutelados
- Gabinete Coordenador de Segurança (dependiente del Primer ministro, pero con funcionamiento delegado del MAI)
- Secretaría-General do Ministério da Administração Interna
- Inspecção-Geral da Administração Interna
- Autoridade Nacional de Protecção Civil
- Autoridade Nacional de Segurança Rodoviária
- Polícia de Segurança Pública
- Guarda Nacional Republicana (dependiente del Ministério da Defesa Nacional en lo que respecta a armamento, equipamiento y doctrina militar)

## Historia del Ministerio

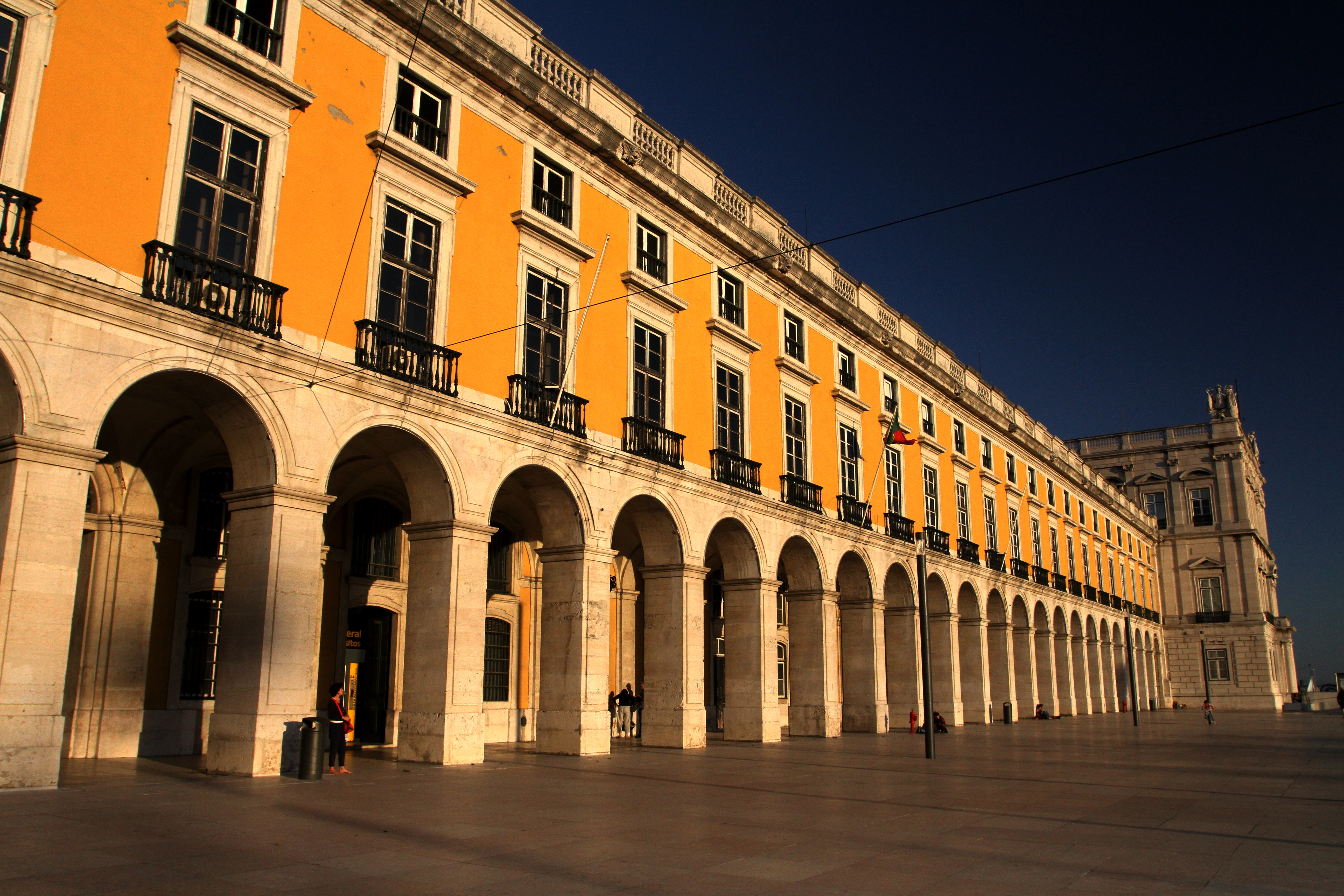
Sede del MAI, en Terreiro do Paço.

El actual Ministerio de Administración Interna tiene su origen en la organización de la Administración central de Portugal en ministerios especializados en materias sectoriales, a principios del siglo XVIII . El ministerio fue creado por Decreto de 28 de junio de 1736 con el nombre de Secretaría de Estado dos Asuntos Interiores do Reino. En aquella época, el Ministerio tenía poderes muy amplios en materia interna, desde la seguridad pública hasta la economía, pasando por la justicia, la educación, los asuntos sociales, la planificación territorial, el gobierno local y otros. Desde entonces, con la creación de nuevos ministerios especializados, fue perdiendo paulatinamente sus competencias y se especializó principalmente en temas relacionados con la seguridad interna.
A partir de 1852 el departamento pasó a denominarse Ministério do Reino, título que mantendría hasta 1910.
Con la instauración del régimen republicano el 5 de octubre de 1910, el ministerio pasó a denominarse Ministério do Interior.
Después del 25 de abril de 1974, el departamento cambió a su nombre actual de Ministerio de Administración Interna.